# Silnice II/611
Silnice II/611 je česká silnice II. třídy, vedoucí paralelně s dálnicí D11 z Prahy do Hořenic jako její doprovodná komunikace. Vznikla převážně ze silnice I. třídy 11 a 33, proto má viditelně parametry státní silnice. Dnes je dlouhá 112 km a její délka ještě stále není konečná. Zpočátku silnice měřila pouhých 19 km, ale postupně je prodlužována souběžně s dálnicí D11. Na dálnici je převáděn provoz ze silnic prvních tříd 11, 33 a 37 a jejich dálnicí nahrazené úseky jsou degradovány na druhou třídu. Plně pod krajskými správami je však zatím pouze úsek z Prahy za Poděbrady (křížení s I/32). Další část oficiálně prozatím vede peážně po silnicích I. třídy, dokud nebude dořešen majetkový převod. Proto jsou některé části 611 stále označeny i původním číslem.
Po dokončení dálnice D11 bude silnice 611 prodloužena o dalších 42 km až ke státní hranici s Polskem v Královci a celá bude sloužit jako doprovodná komunikace pro případ problémů na dálnici D11 nebo řidičům, kteří nechtějí či nemohou použít dálnici. Její prodloužení nahradí úseky státních silnic.
- I/37 v úseku Hořenice – Trutnov
- I/16 v úseku Trutnov – Královec, státní hranice.

## Vedení silnice

### Hlavní město Praha
- křížení s Pražským okruhem (Dálnice D0) (exit 59)
- Horní Počernice (ul. Náchodská)

### Okres Praha-východ
- křižovatka Jirny (II/101)
- Nehvizdy
- Mochov (II/245)

### Okres Nymburk
- Starý Vestec (II/272)
- Velenka
- Sadská (II/330, II/334)
- Kostelní Lhota
- Písková Lhota
- Poděbrady (I/38, II/329, II/331)
- křížení s I/32 (začátek peáže s I/11)
- Odřepsy
- Vlkov pod Oškobrhem
- Dlouhopolsko (II/328)
- křižovatka Kněžičky

### Okres Hradec Králové
- Lovčice
- Chlumec nad Cidlinou (II/327)
- Nové Město (I/36)
- Obědovice
- Kratonohy
- Roudnice (obchvat) (II/323)
- Lhota pod Libčany (obchvat)
- Urbanice (obchvat)
- křížení s II/324 (začátek peáže)
- Hradec Králové-Kukleny – MÚK s dálnicí D11 – (exit 90)
- Hradec Králové-Kukleny – kruhová křižovatka s II/324 – konec peáže)
- Hradec Králové-Plotiště – kruhová křižovatka (přeložka I/11) (konec peáže I/11) (začátek peáže I/33)
- Předměřice nad Labem (obchvat)
- Lochenice (obchvat)
- Smiřice (obchvat)
- Holohlavy
- Černožice

Okres Náchod
- Jaroměř – kruhová křižovatka Na Špici (stará I/33) (II/299) (konec peáže I/33) (začátek peáže I/37)
- Jaroměř – křižovatka (II/285)
- Hořenice – kruhová křižovatka (přeložka I/33, I/37) (konec peáže I/37) dočasný konec silnice 611.